# 大韓国民党
大韓国民党（だいかんこくみんとう）は、第一共和国初期に存在した韓国の政党である。

## 概要
1948年12月、初代大統領である李承晩を支持していた国民会を中心に創党されたが、韓国民主党との合党運動を進めていた申翼熙や池青天などのグループが離脱して民主国民党を結成したことで解党状態に陥った。その後、与党系政党として、大統領を支持していた新政会や大韓労農党及び一民倶楽部に所属していた議員を中心に、李承晩が提唱していた一民主義を党是として1949年11月12日に発足、最高委員には尹致暎と李仁が就任した。
当時の国会において多数派を占めていた野党である民主国民党が推進していた大統領中心制から内閣責任制への憲法改正を阻止するために結成され、71議席（第6回国会）で院内第1党となった。しかし結成翌年の1950年5月、つまり朝鮮戦争直前に行われた第2代国会議員選挙では、全210議席中24議席に留まり敗北した。

## 結成時の党役員
- 最高委員
  - 尹致瑛
  - 李仁
- 顧問
  - 李奎甲
  - 李範昇
  - 任永信

## 政策
1. 我々は階級と地域と性別を超越する民族完成統一と自主独立の国家伸張を期する。
2. 我々は政治、経済、教育など各方面において国民均等の福利増進を期する。
3. 我々は民族の正義と文化を継続発揚することで世界平和と世界文化に貢献を期する。

## 選挙における党勢推移
| 年月日        | 代          | 得票率 | 議席数 |
| ------------- | ----------- | ------ | ------ |
| 1950年5月30日 | 第2代総選挙 | 9.7％  | 24     |
| 1954年5月20日 | 第3代総選挙 | 1.0％  | 3      |

出典：金浩鎮編著『韓国政治の研究』李権雨訳（三一書房）